# NGC 1579
إن جي سي 1579 (NGC 1579، المعروف أيضا باسم مسيية الشمالية) هو سديم منتشر يقع في كوكبة حامل رأس الغول. فإنه يشار إليه بمسيية الشمالية بسبب تشابهه مع سديم مسييه 20 الذي يقع في جنوب نصف الكرة السماوية من السماء. في منطقة منطقة هيدروجين II ، وهي منطقة من تشكيلات  نجمية.

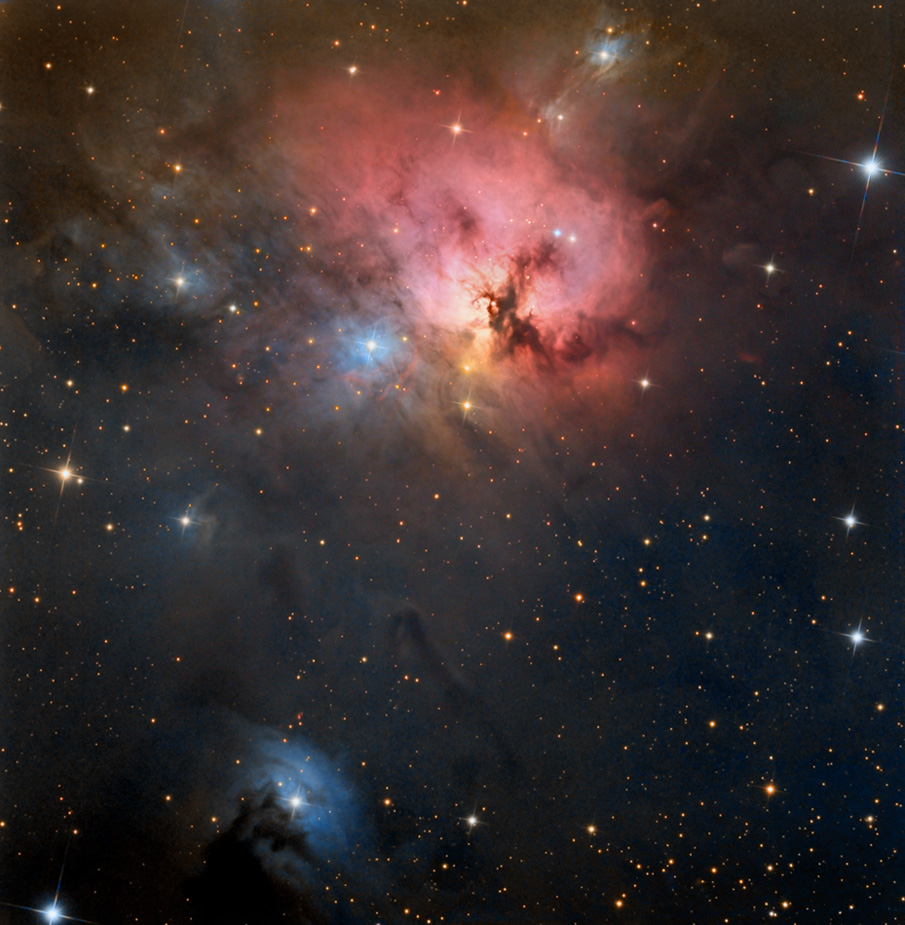
صورة مجال واسع لـ أن جي سي 1579 من تلسكوب 0.8 متر شولمان الموجود في سكاي سنتر في جبل ليمون

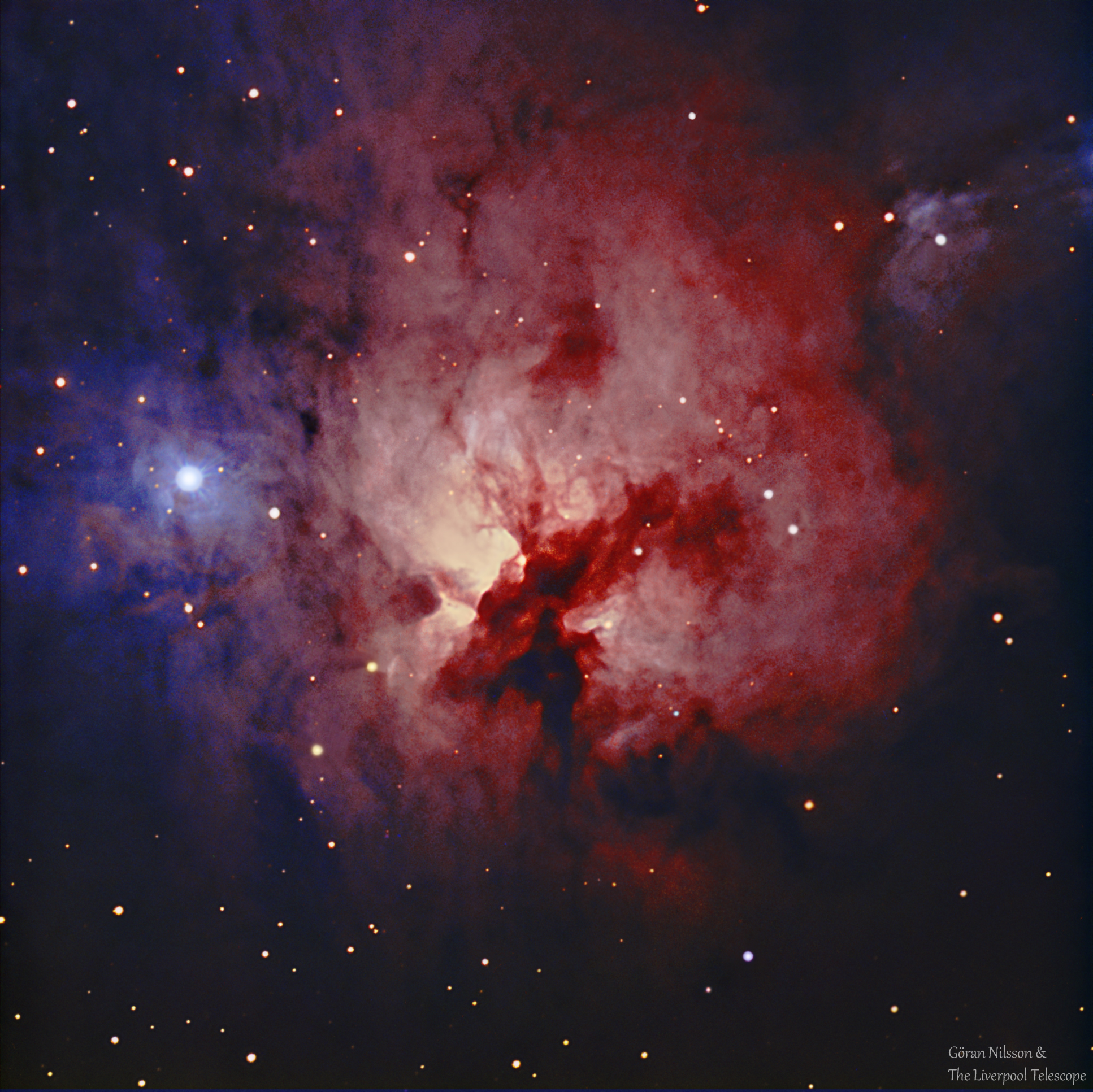
صورةHaRGB ثلاثي لسديم إن جي سي 1579 من تلسكوب ليفربول في لا بالما